# Silhouettella usgutra
Silhouettella usgutra es una especie de arañas araneomorfas de la familia Oonopidae.

## Distribución geográfica
Es endémica de Socotra.